# Banggle (Ngadiluwih)
Banggle is een bestuurslaag in het regentschap Kediri van de provincie Oost-Java, Indonesië. Banggle telt 3367 inwoners (volkstelling 2010).